# Deutsche Allianz Klimawandel und Gesundheit
Die Deutsche Allianz Klimawandel und Gesundheit e.V. (KLUG) ist ein seit dem Jahr 2017 bestehendes Netzwerk von Einzelpersonen, Organisationen und Verbänden aus dem Gesundheitsbereich, das auf die Folgen der globalen Erwärmung für die Gesundheit aufmerksam machen und politische und gesellschaftliche Änderungen im Sinne einer raschen Transformation zu einer klimaneutralen Gesellschaft anstoßen will.
Wichtige Grundlage ist das Konzept der Planetaren Gesundheit (Planetary Health).
Seit 2019 ist KLUG ein gemeinnütziger eingetragener Verein mit Sitz in Berlin.

## Geschichte
KLUG wurde im Jahr 2017 von einer Gruppe von Einzelpersonen aus dem Gesundheitsbereich gegründet, unterstützt durch die Health and Environment Alliance und inspiriert durch ähnliche Initiativen in angelsächsischen Ländern wie z. B. die UK Health Alliance on Climate Change, die US Climate and Health Alliance, die Climate and Health Alliance Australien und die Global Climate and Health Alliance. Zu den Gründungsmitgliedern zählte unter anderem Sabine Gabrysch, die seit 2019 die erste Professur für Klimawandel und Gesundheit (Potsdam-Institut für Klimafolgenforschung/Charité Berlin) innehat.
Im Mai 2018 übernahm das Forum Ökologisch-Soziale Marktwirtschaft vorübergehend die Rechtsträgerschaft, im Frühjahr 2019 erfolgte die Vereinsgründung.

## Handlungsfelder
Im Fokus der Arbeit von KLUG stehen folgende Handlungsfelder:
- Aufklärung und Agendasetting: Aufklärung von Angehörigen der Gesundheitsberufe über die gesundheitlichen Folgen des Klimawandels sowie Bewusstmachung der Verantwortung der Gesundheitsberufe, die Dringlichkeit des Handelns an Politiker, Patienten und die breite Öffentlichkeit zu vermitteln.
- Bildung: Integration von Forschungsergebnissen zu den gesundheitlichen Folgen des Klimawandels in Aus-, Fort- und Weiterbildung der Gesundheitsberufe.
- Klimaneutraler Gesundheitssektor (z. B. Null-Emissions-Krankenhaus)
- Lebensstiländerungen (z. B. weniger motorisierte Bewegung, pflanzenbasierte Ernährung)

## Aktivitäten
Mitglieder von KLUG sind seit der Gründung der Allianz an zahlreichen Vorträgen, Veranstaltungen und Veröffentlichungen beteiligt, und im Austausch mit verschiedenen Akteuren (z. B. Wissenschaft, Fachverbände). Zudem werden seit dem Frühjahr 2020 von KLUG regelmäßig Online-Seminare organisiert.
KLUG führt von April 2019 bis Ende 2020 das vom Umweltbundesamt und vom Bundesministerium für Umwelt, Naturschutz und nukleare Sicherheit geförderte Bildungsprojekt Klimawandel und Gesundheit: Bildung für transformatives Handeln durch. Ziel ist, das Thema Klimawandel in den Curricula der Gesundheitsberufe in Deutschland (z. B. Medizinstudium) zu verankern.
Im September 2019 rief KLUG – inspiriert von der Fridays-for-Future-Bewegung und den Scientists for Future – die Initiative Health for Future ins Leben, um ein Aktionsforum für die Angehörigen des Gesundheitssektors, aber auch für Patienten zu schaffen. Ein Call for Action-Aufruf wurde von über 2.600 Personen unterschrieben. Es haben sich daraufhin etwa 40 Ortsgruppen gebildet, die unter anderem Mahnwachen und Klimastreiks organisierten.
Von Mai bis Juli 2020 fand die von KLUG organisierte Planetary Health Academy statt – eine Online-Vorlesungsreihe zu den Zusammenhängen zwischen menschlicher und planetarer Gesundheit mit auch praktischen Anregungen zur Umsetzung im Berufsalltag (z. B. Arbeit mit Patienten). Zudem wurden bestehende Initiativen vorgestellt mit dem Ziel der Vernetzung der Teilnehmenden (z. B. in Health for Future Gruppen), um politische Aktivitäten anzustoßen. Vortragende waren unter anderem Sabine Gabrysch, Hanns-Christian Gunga, Claudia Kemfert, Harald Lesch, Dirk Messner, Luisa Neubauer, Stefan Rahmstorf, Johan Rockström, Johannes Vogel, und Eckart von Hirschhausen. Die Veranstaltungsreihe wurde von der Ärztekammer Berlin und der österreichischen Ärztekammer als ärztliche Fortbildung zertifiziert.

## Förderung
KLUG wird gefördert durch die Stiftung Mercator, die European Climate Foundation, sowie (als Projektförderung) durch das Umweltbundesamt und das Bundesministerium für Umwelt, Naturschutz und nukleare Sicherheit.

## Mitgliedschaften
KLUG ist Mitglied bei der Klima-Allianz Deutschland sowie der Global Climate and Health Alliance.